# Sukagawa
Sukagawa (jap. 須賀川市 Sukagawa-shi) – miasto w Japonii, na wyspie Honsiu (Honshū), w prefekturze Fukushima. 
Ma powierzchnię 279,43 km². W 2020 r. mieszkały w nim 74 992 osoby, w 27 081 gospodarstwach domowych  (w 2010 r. 79 267 osób, w 25 748 gospodarstwach domowych) .

## Położenie
Miasto leży w środkowej części prefektury, graniczy z Kōriyamą.

## Historia
Sukagawa otrzymała status miasta rangi -shi (市) w 1954 roku.

## Miasta partnerskie
- Chiny: Luoyang